# Lemaître (Mondkrater)
Lemaître ist ein Einschlagkrater auf der Südhalbkugel der Mondrückseite. Er befindet sich südlich des älteren Minkowski-Kraters und nördlich des Crommelin-Kraters. In Richtung Ostsüdost befindet sich der Krater Eijkman.
Der Höhenunterschied zwischen Kraterwall und Kraterboden liegt bei 4,06 km. Die auffälligste Struktur im Kraterinneren ist der Nebenkrater F, der den östlichen Teil beherrscht. Die Entstehungszeiten von Lemaître und diesem Nebenkrater werden beide der nektarischen Periode zugerechnet.
Lemaître hat drei Nebenkrater:
| Buchstabe | Position            | Durchmesser | Link |
| --------- | ------------------- | ----------- | ---- |
| C         | 59,53° S, 145,75° W | 27 km       |      |
| F         | 61,51° S, 148,53° W | 34 km       |      |
| S         | 61,8° S, 156,81° W  | 35 km       |      |

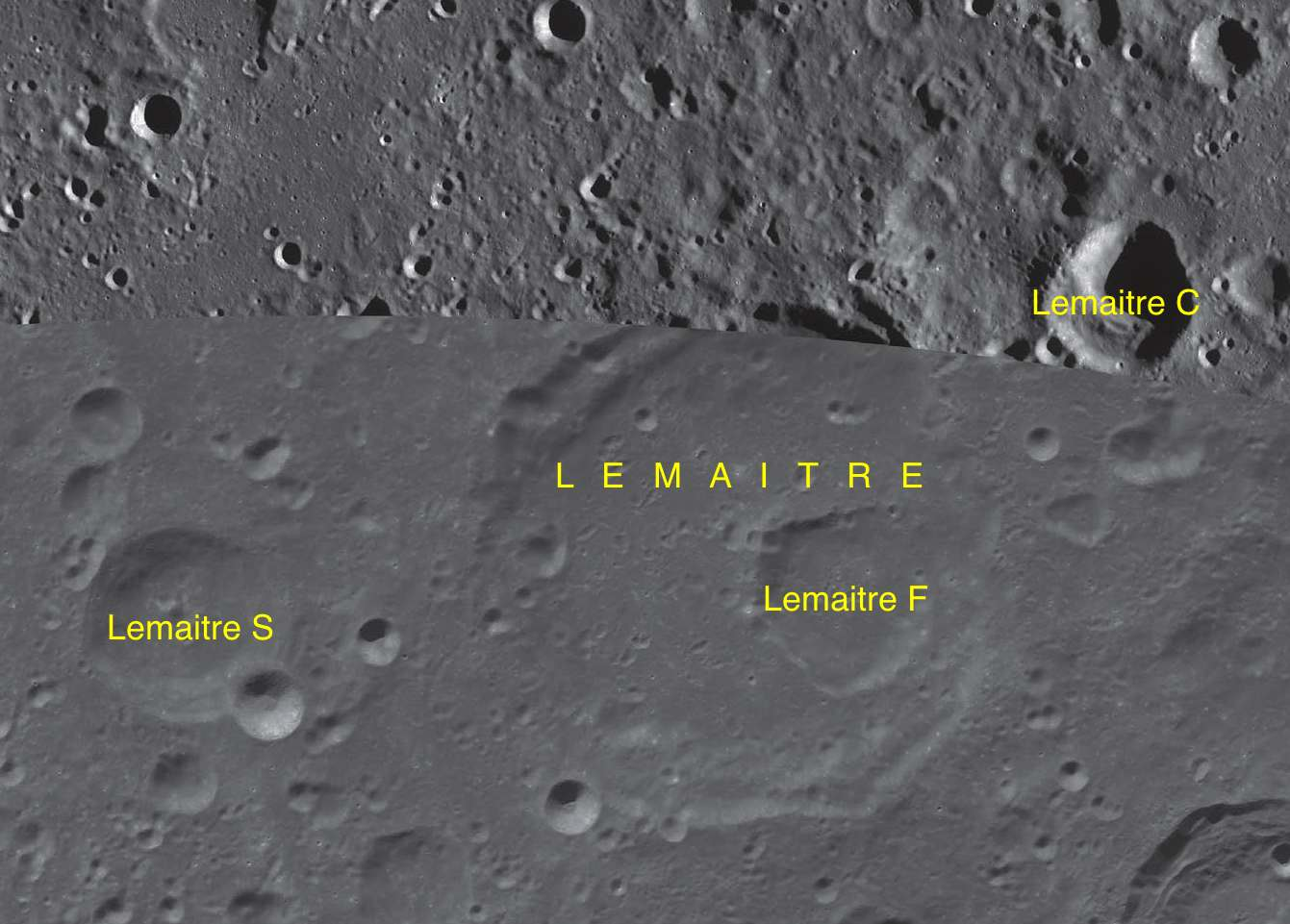
Lemaître mit seinen Nebenkratern

Der Krater wurde 1970 von der IAU nach dem belgischen Astrophysiker und Priester Georges Lemaître benannt, dem Begründer der Urknalltheorie.